# Актівський каньйон
А́ктівський каньйо́н — провал серед голого степу, гранична прірва в кристалічному щиті. Розташований на річці Мертвовод, поблизу села Актового Вознесенського району (Миколаївська область, Україна).
Природний комплекс Актівського каньйону входить до складу Національного природного парку «Бузький Гард» та регіонального ландшафтного парку «Гранітно-Степове Побужжя».

## Фізична характеристика та гірські породи
Актівський каньйон складається із застарілих вивітрених гранітів, перерізаних Мертвоводом на глибину понад 40—50 метрів. Площа каньйону перевищує 250 гектарів. Являє собою унікальний комплекс гранітних скель, валунів та степової і водної екосистем, розміщений на одному з найстаріших клаптиків суші Євразії. Розташований між Петропавліським (знаходиться вище за течією р. Мертвовод) та Арбузинським (р. Арбузинка при впадінні у р. Мертвовод) каньйонами.
Вознесенський гранітний масив
Ці каньйони є частиною Вознесенського гранітного масиву, який витягнуий у північно-західному напрямі. Площа масиву майже 1,5 тис. км². Довжина — 75 км, максимальна ширина — 24 км. Біля села Актове висота масиву в розрізі становить 6 км. Сам Вознесенський гранітний масив є частиною Українського кристалічного щита.
В Актівському каньйоні залягають дрібнопорфіробластові граніти з частиною граніт-біотитових і біотитових гнейсів. Граніти кислі, з високою глиноземистістю та лужністю. Сірого, сіро-рожевого та рожевого кольору. Мінеральні компоненти гранітів: калішпат, плагіоклаз, кварц, біотит, кордієрит, гранат; акцесорні мінерали — монацит, циркон, апатит, ільменіт і анатаз.
Корисні копалини
Актівське рудне поле. На правому схилі долини р. Мертвоводу, за 0,4 км на північний схід від с. Актове виявлено золото та срібло. Вміст золота — від 0,1 до 2 г/т, срібла — до 7,6 г/т. Середня пробність золота — 878. Поклади мають потенціал до промислового видобутку.
Підтверджено незначну наявність алмазів. В районі с. Трикрати виявлено одне алмазне зерно розміром 0,9х0,5 мм.

## Історія

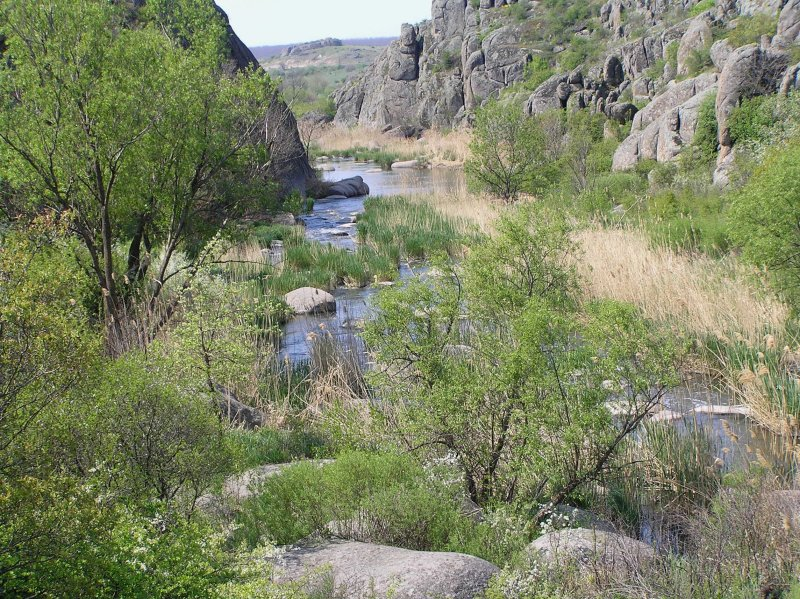
Актівський каньйон, вигляд з вершини скелі

### Геологічна історія
Порфіробластові граніти Вознесенського масиву сформувалися між 2,23 і 2,0 млрд років тому. Хоча найдавніші породи, які знаходять в місцевих залишках первинної кори (сірогнейсові маси) датуються віком 3,65 млрд років. А сама територія, де з'явився гранітний масив, формувалася 3,4-3,2 млн років тому, коли вже перебувала в квазікратонному стані.
Геологи зафіксували осадові відкладення понтійського ярусу, залишені теплим, неглибоким, опрісненим морем між 7,2 і 5,3 млн років тому.
Між 5,3 і 2,6 млн років тому (пліоцен) на території сформувалася гідромережа, що нагадувала сучасну. Орієнтовано в цей період з'явився Актівський каньйон і його сусіди.

### Історія людей у каньйоні
Людина розумна тут з'явилася не менш як 17 тис. років тому. За 25 км від Актового поряд із селами Анетівка та Щуцьке розкопано палеолітичні стоянки, які датовані щонайменше 18040 років з похибкою у 150 років.
Річку Мертвовод із її місцями страхітливими скелями каньйону за однією з версій ототожнюють з легендарною річкою Екзампей (Священні шляхи), яка за свідченнями Геродота витікала з однойменного сакрального місця Великої Скіфії.
Щільне заселення Актівського каньйону відбулося після російсько-турецької війни (1768—1774), коли на подарованій землі Петро Скаржинський заснував перше село Скаржинка (Трикрати) та збудував над річкою Мертвовод двоповерховий палац, в приміщенні якого сьогодні розташовується Трикратівська школа мистецтв.
Його син, Віктор Петрович Скаржинський, став піонером лісорозведення на Півдні України; вдосконалив сільськогосподарське виробництво, розповсюдив у регіоні правильну сівозміну, вперше став культивувати різні технічні рослини (тютюн, олійні культури) тощо.
Визначний ландшафтний об'єкт, створений Віктором Скаржинським, — урочище «Лабіринт», що сьогодні входить до єдиної екосистеми Актівського каньйону та околиць. «Лабіринт» Скаржинський створив за власним проектом: на площі 60 га було посаджено ліс у формі лабіринту, у вигляді двох літер «Г». Береги річки Арбузинки було зміцнено гранітом, завдяки чому водойма зберегла рівне, незамулене дно. Сьогодні збереглися штучні дамби, шлюзи, рукотворні ставки, озера, водоспади, місток закоханих, алейки та галявини. Найвизначніша пам’ятка парку — 150-річні дуби заввишки 30 м і до метра завширшки. 2011 року їх нараховувалося 154. Кожен дуб узятий на облік, пронумерований і охороняється як пам’ятка природи.
Село Актове теж з'явилося у другій половині XVIII ст. Спершу воно називалося Вознесенське поселення №2. Тривалий час було невеликим: складалося з семи ділянок. Після скасування кріпосного права (1861 р.) сюди почали масово селитися люди, які після викупу за велику суму грошей одержали по акту наділи землі. Звідси і пішла сучасна назва села – Актове.

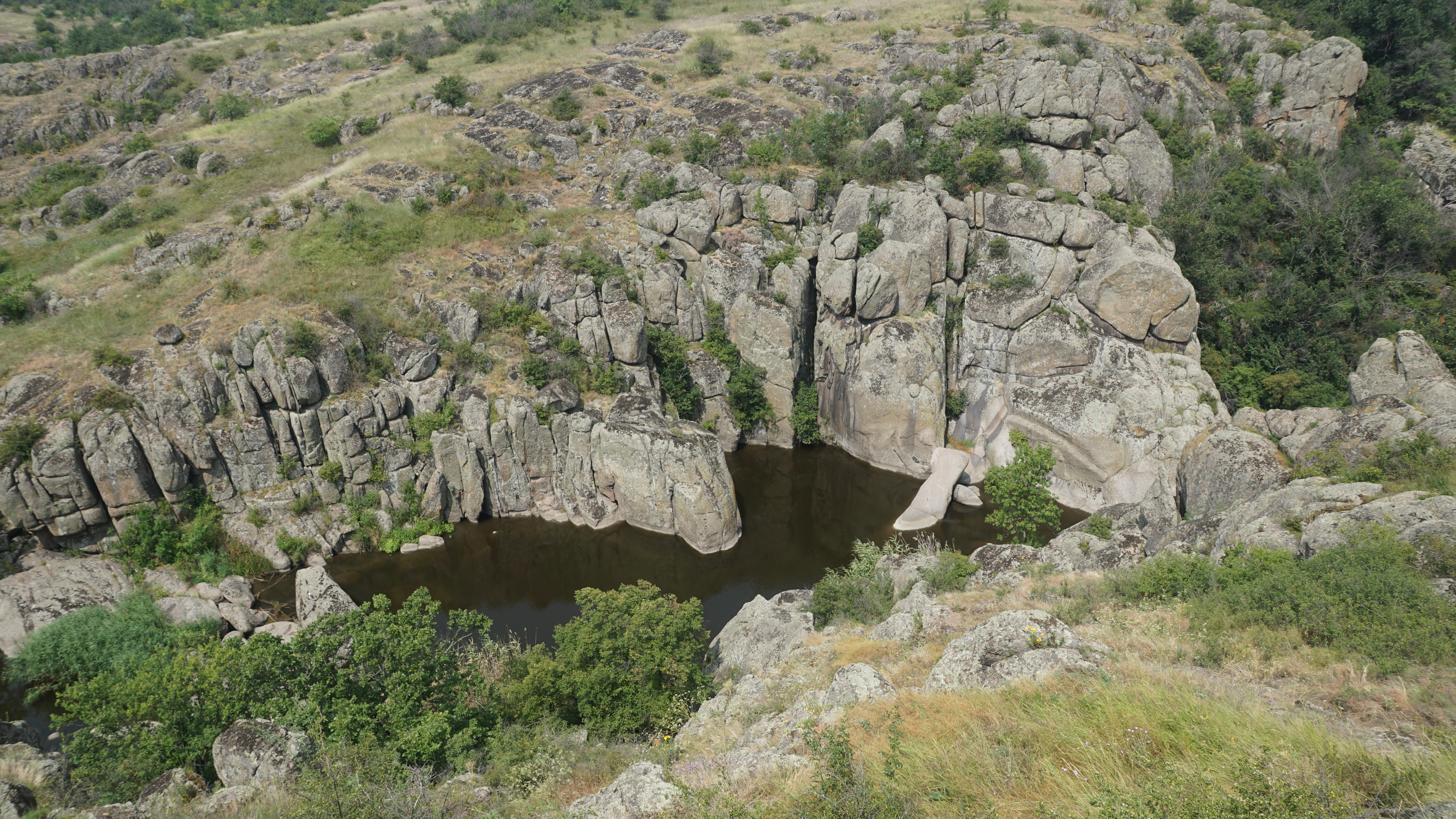
Актівський каньйон біля села Актове

### Природоохоронна історія
Спершу під охорону держави у 1972 році потрапили урочища з лісовими насадженнями «Лабіринт» (247 га) та «Василева пасіка» (250 га, розташований на правому березі Мертвоводу напроти с. Актове, уздовж с. Трикрати), що разом складають Трикратський ліс.
1984 року Миколаївський облвиконком заснував геологічний заказник місцевого значення «Актове», який 1996 року став частиною регіонального ландшафтного парку «Гранітно-Степове Побужжя»
2009 року Актівський каньйон увійшов до складу Національного природного парку «Бузький Гард» (Трикратське природоохоронне науково-дослідне відділення).

## Флора та фауна
Систематичні дослідження живої природи проводяться переважно в контексті національного природного парку «Бузький Гард». Безпосереднього  Актівський каньйон і його околиці (Арбузинський каньйон, урочища «Лабіринт» і «Василева пасіка») є предметом глибоких досліджень, які повномірно репрезентують місцеві лишайники та ліхенофільні гриби, червонокнижні рослини, гніздування птахів.
Лишайники та ліхенофільні гриби
Місцевий ландшафт є однією із «гарячих точок» різноманіття лишайників і ліхенофільних грибів рівнинної частини України. Станом на 2019 рік тут виявлено 156 видів лишайників та 44 види ліхенофільних грибів. При цьому із них 79 видів лишайників та 36 ліхенофільних грибів у НПП «Бузький Гард» досі не фіксувалися. А 7 видів лишайників та 2 види ліхенофільних грибів потребують подальшої детальнішої ідентифікації.
Флора Червоної Книги
Із видів судинних рослин тут зокрема проростають ендеміки пирій ковилолистий (степ біля с. Актове), мерингія бузька (в каньйоні між селами Петропавлівка та Актове), смілка Ситника (на гранітному відслоненні біля с. Актове), а також — смілка бузька (урочище «Лабіринт» біля с. Трикрати), чистець вузьколистий (на правому березі р. Мертвовод між с. Петропавлівка та с. Актове), дельфіній сергія (штучно насаджена в урочищі Василева пасіка поблизу с. Трикрати).
Гніздування птахів
Ближче до каньйону зафіксовано гніздування таких птахів: лелека білий, канюк звичайний, водяний пастушок, пісочник малий (зуйок малий), рибалочка, ластівка міська, жайворонок лісовий і польовий, плиска жовта, ворона сіра (ґава), кобилочка солов'їна, очеретянка чагарникова, очеретянка велика, трав'янка європейська, кам'янка звичайна, кам'янка лиса.

## Галерея

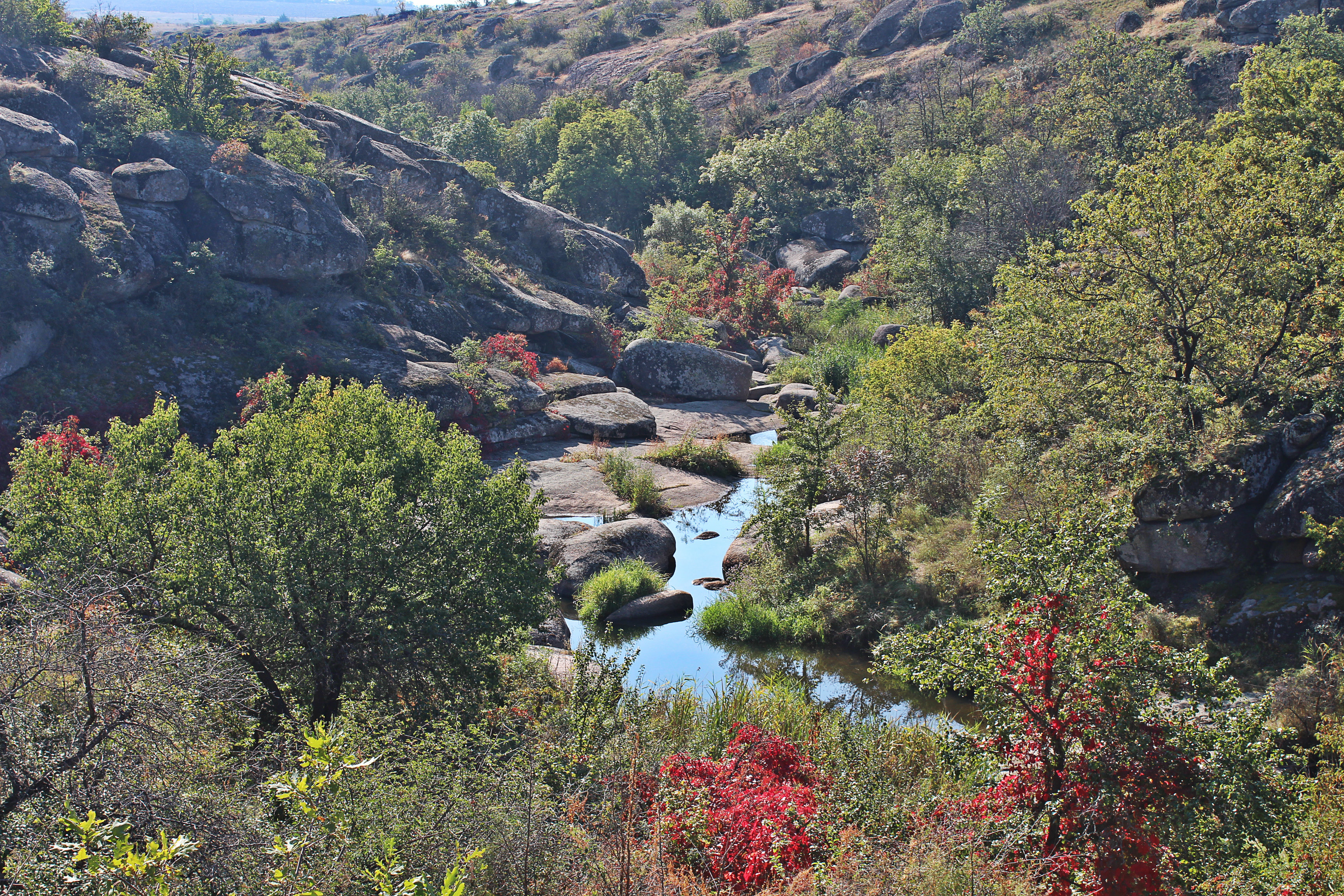
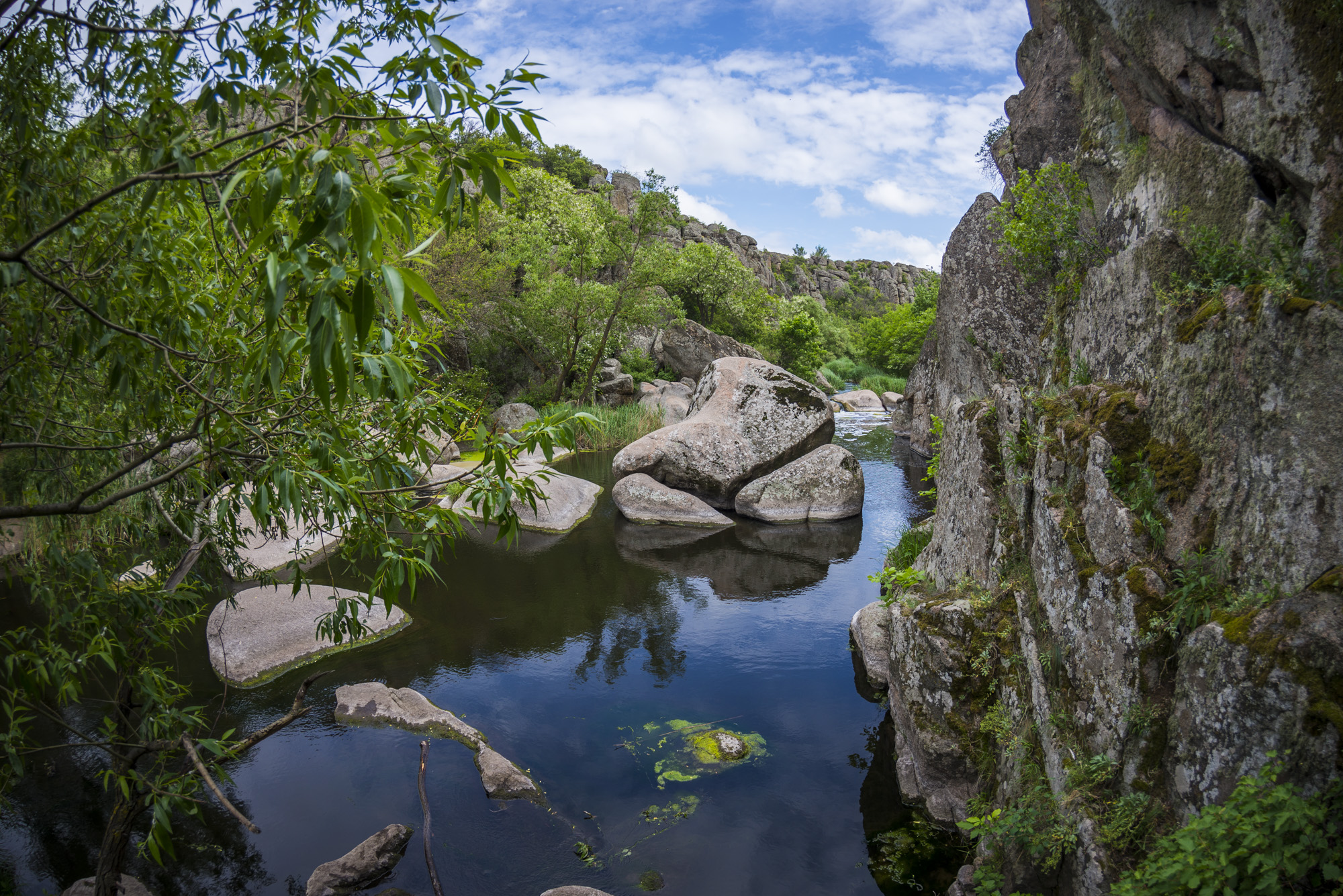
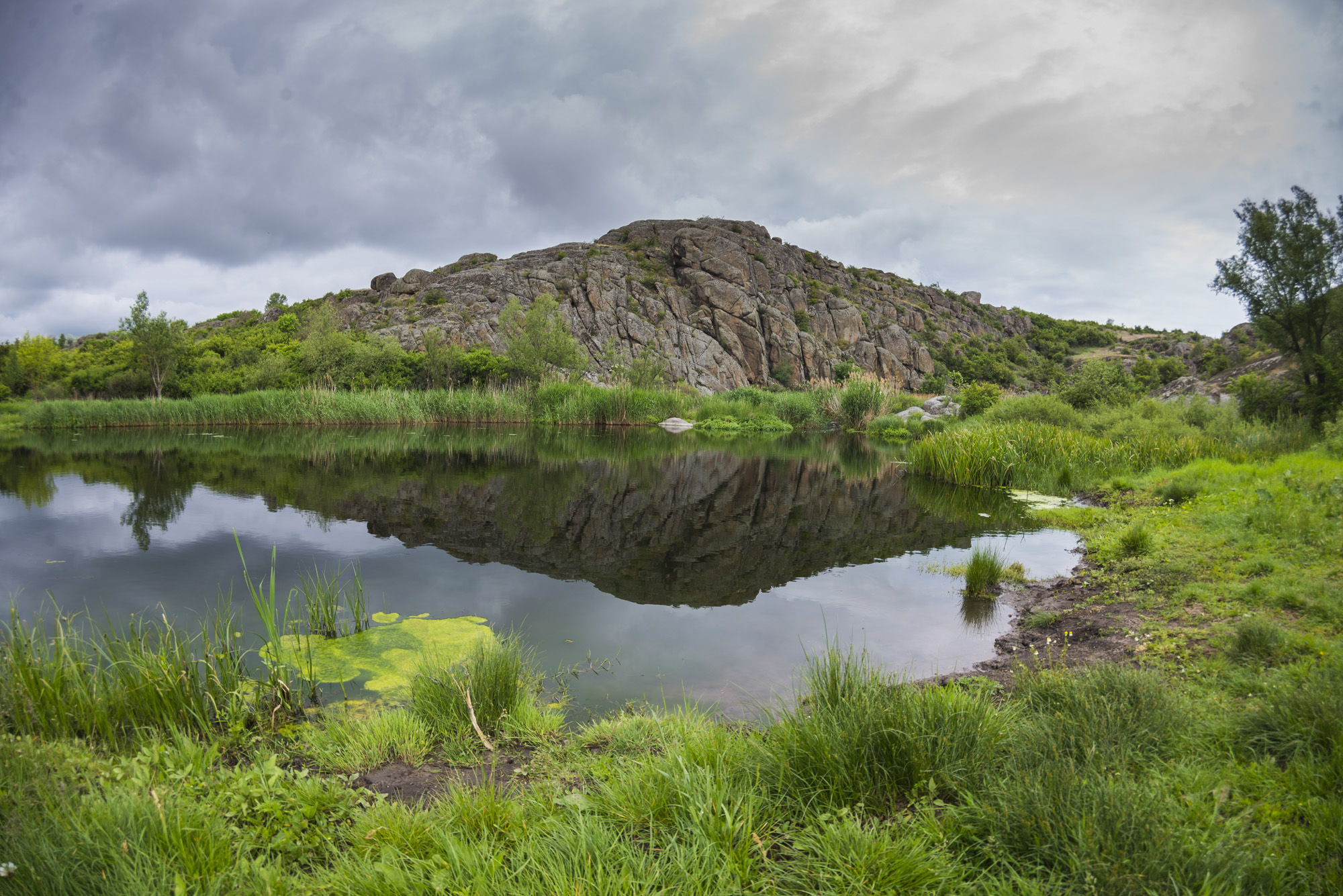
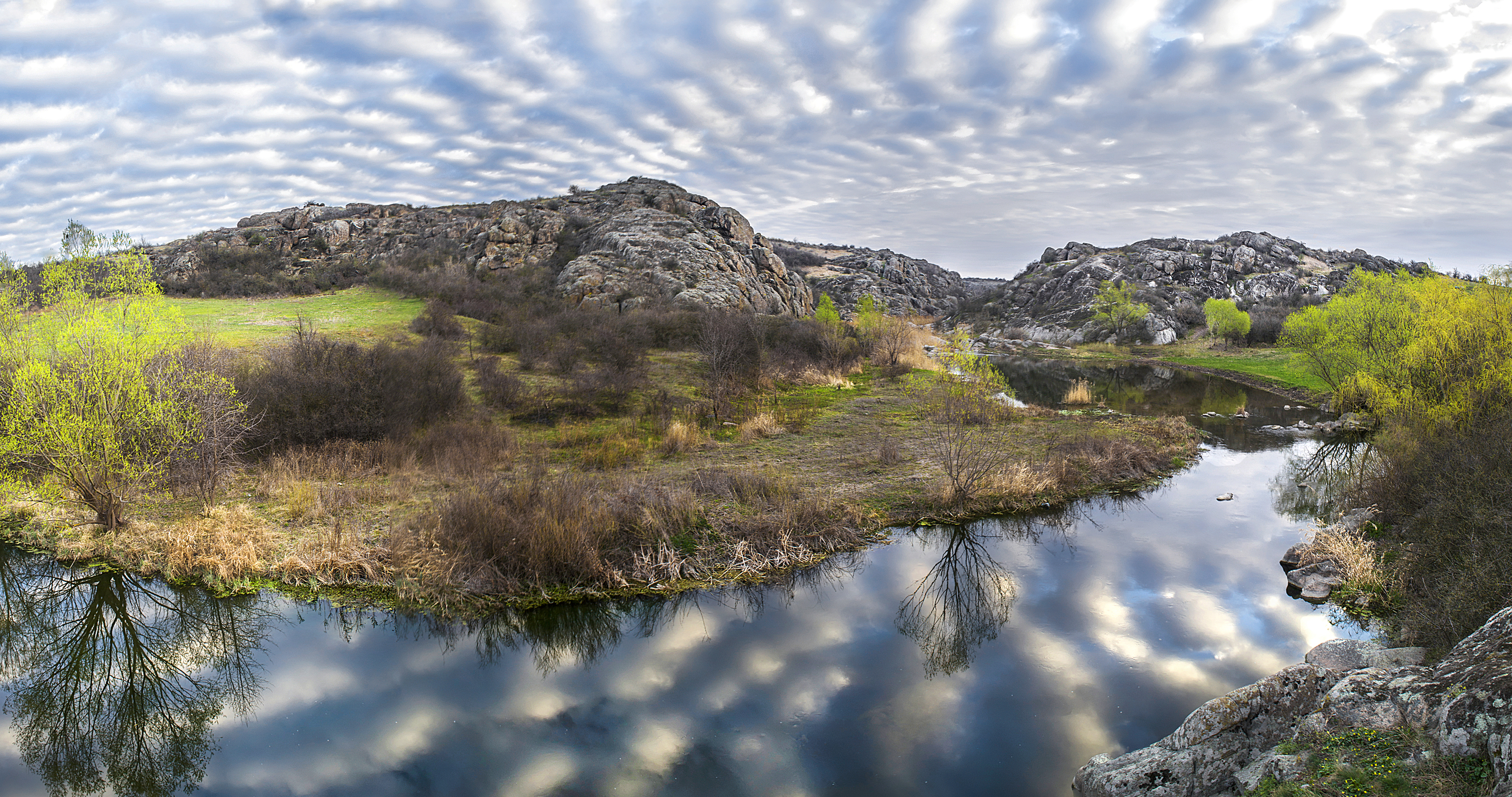
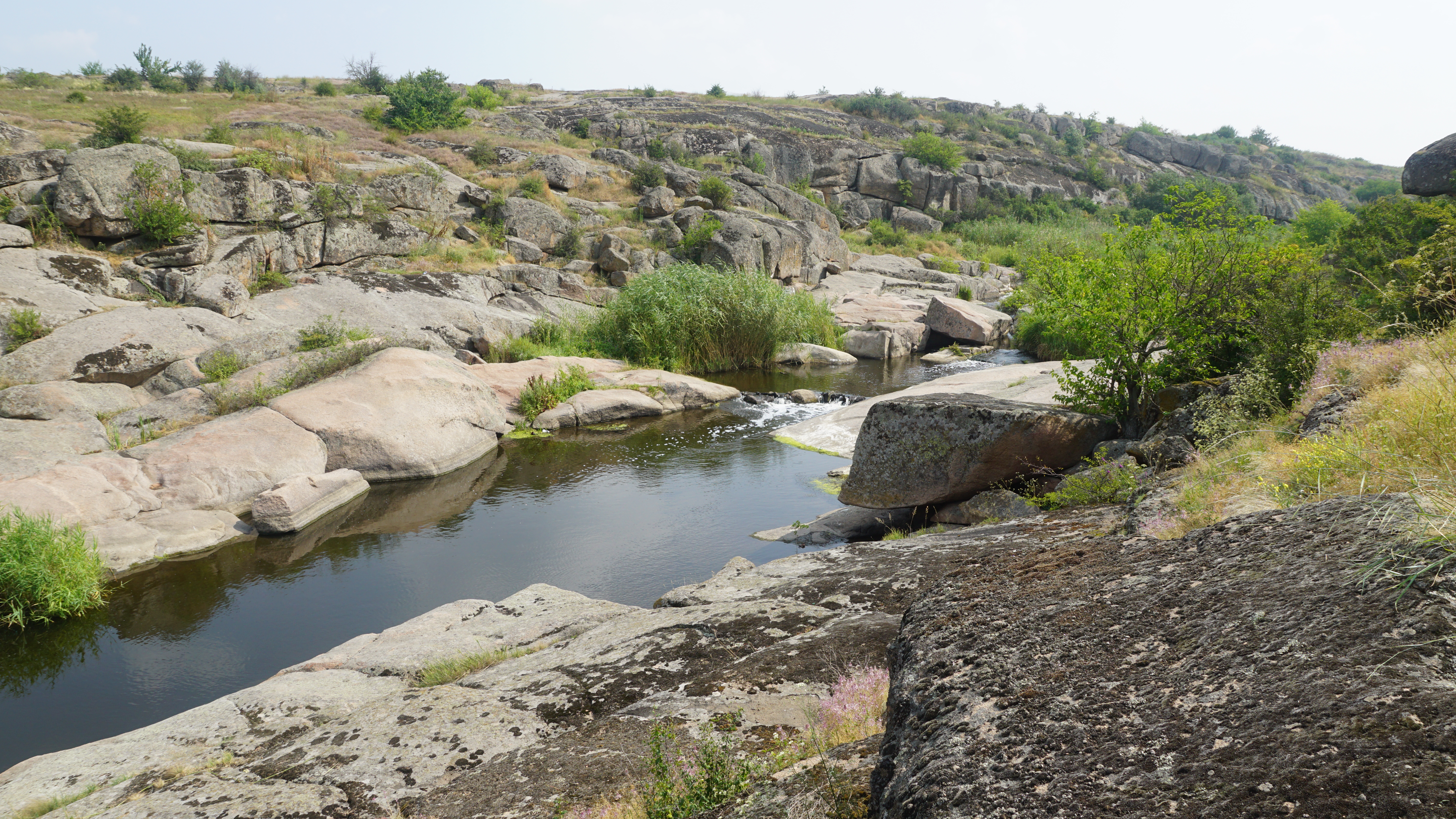
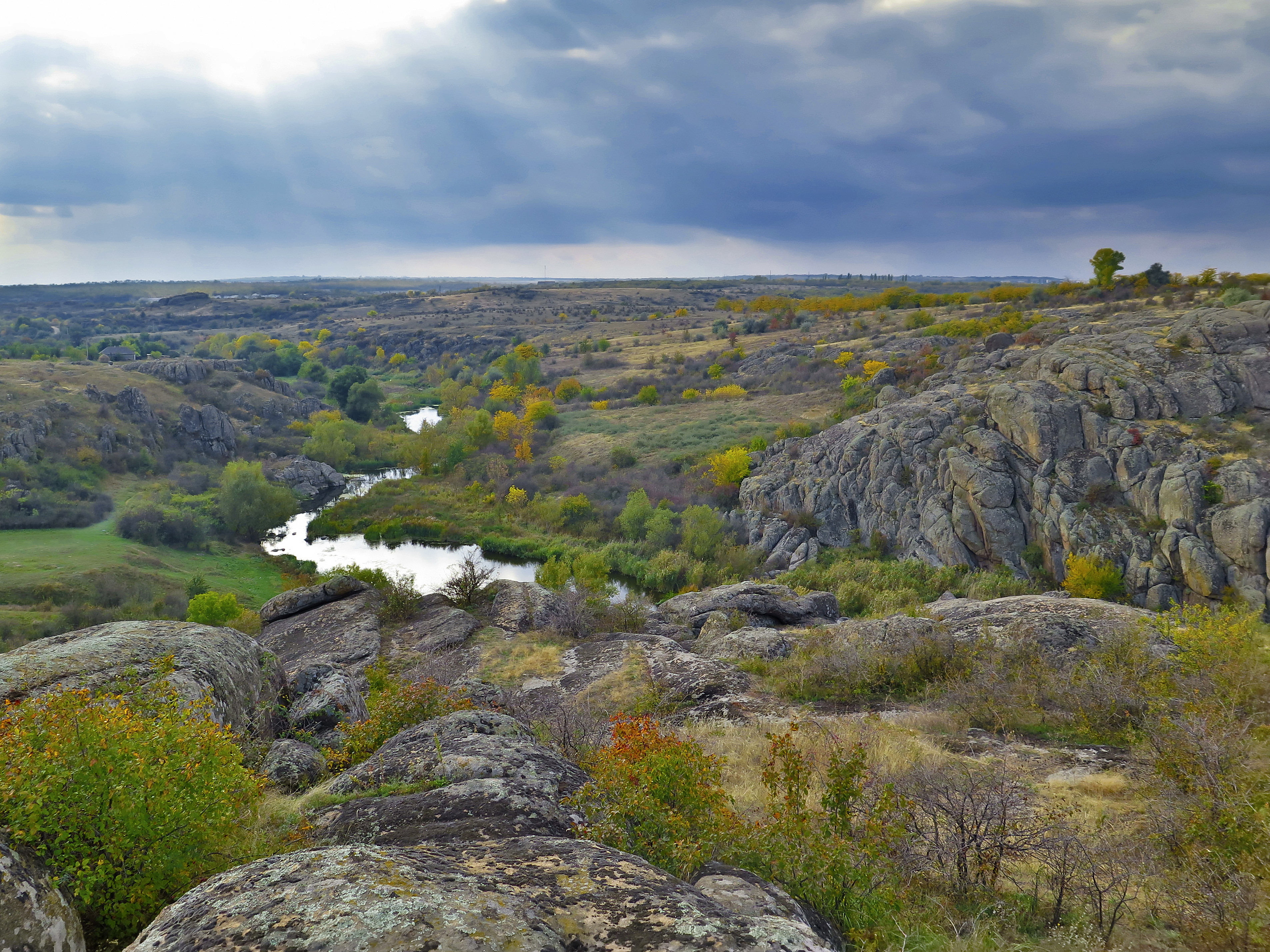
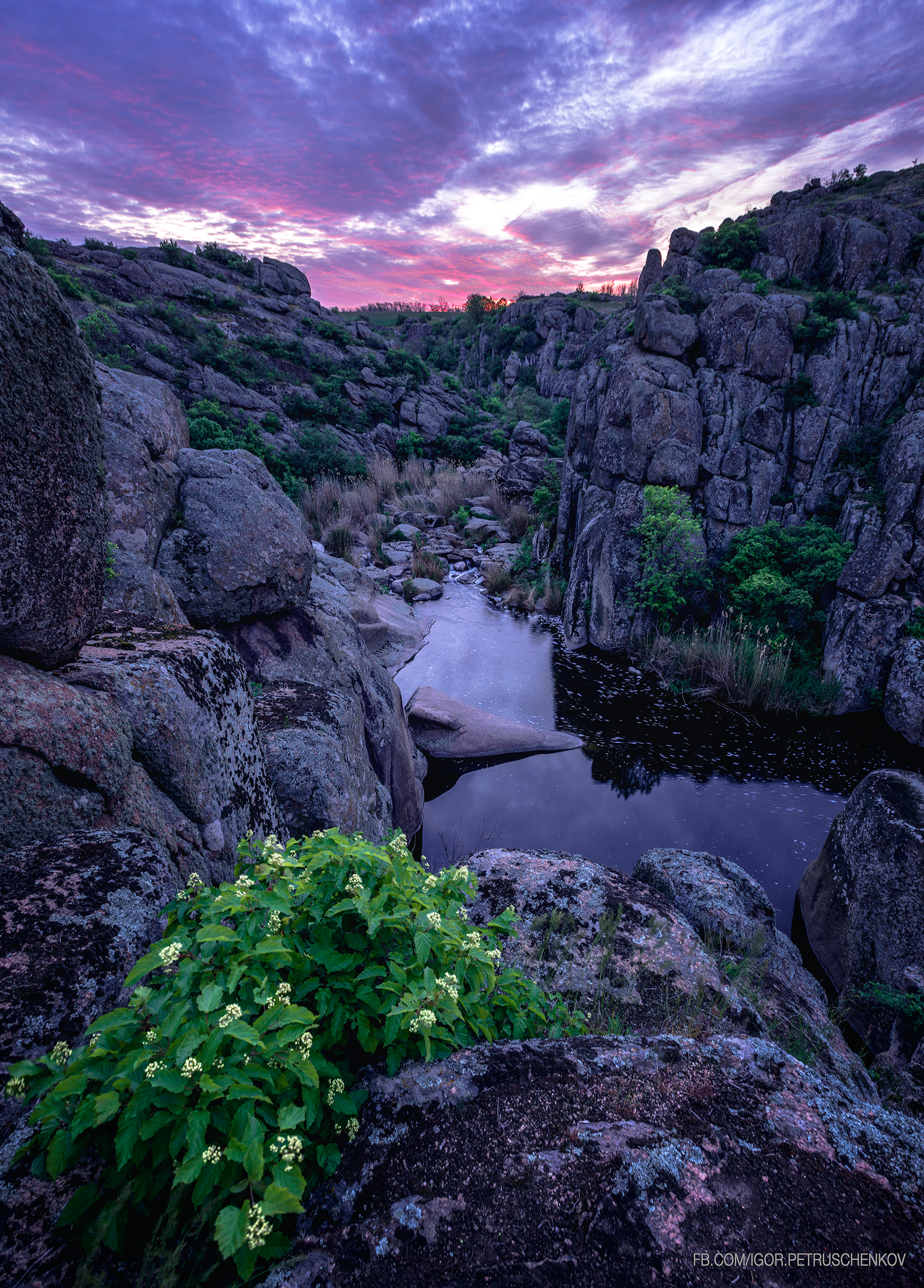
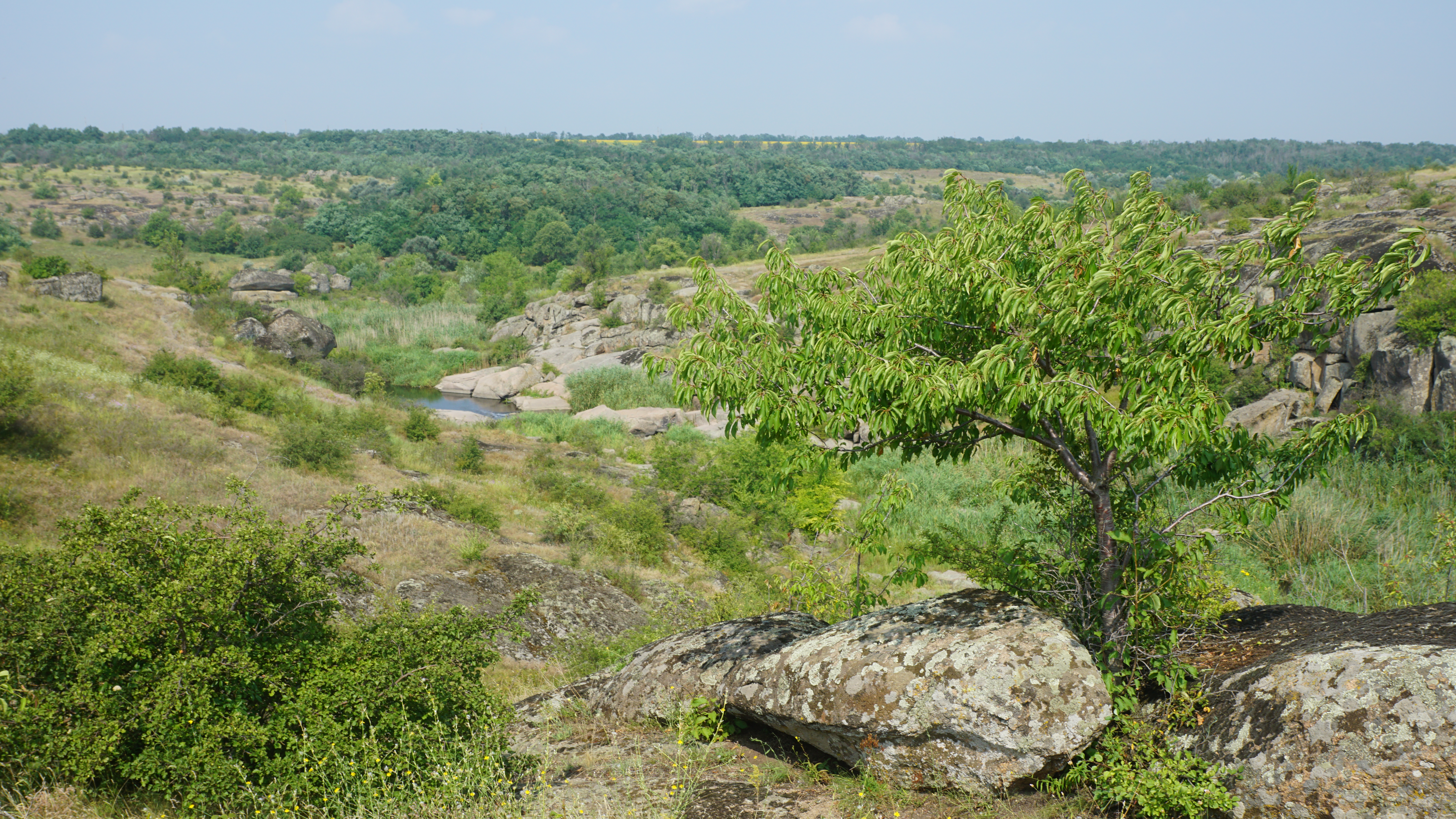
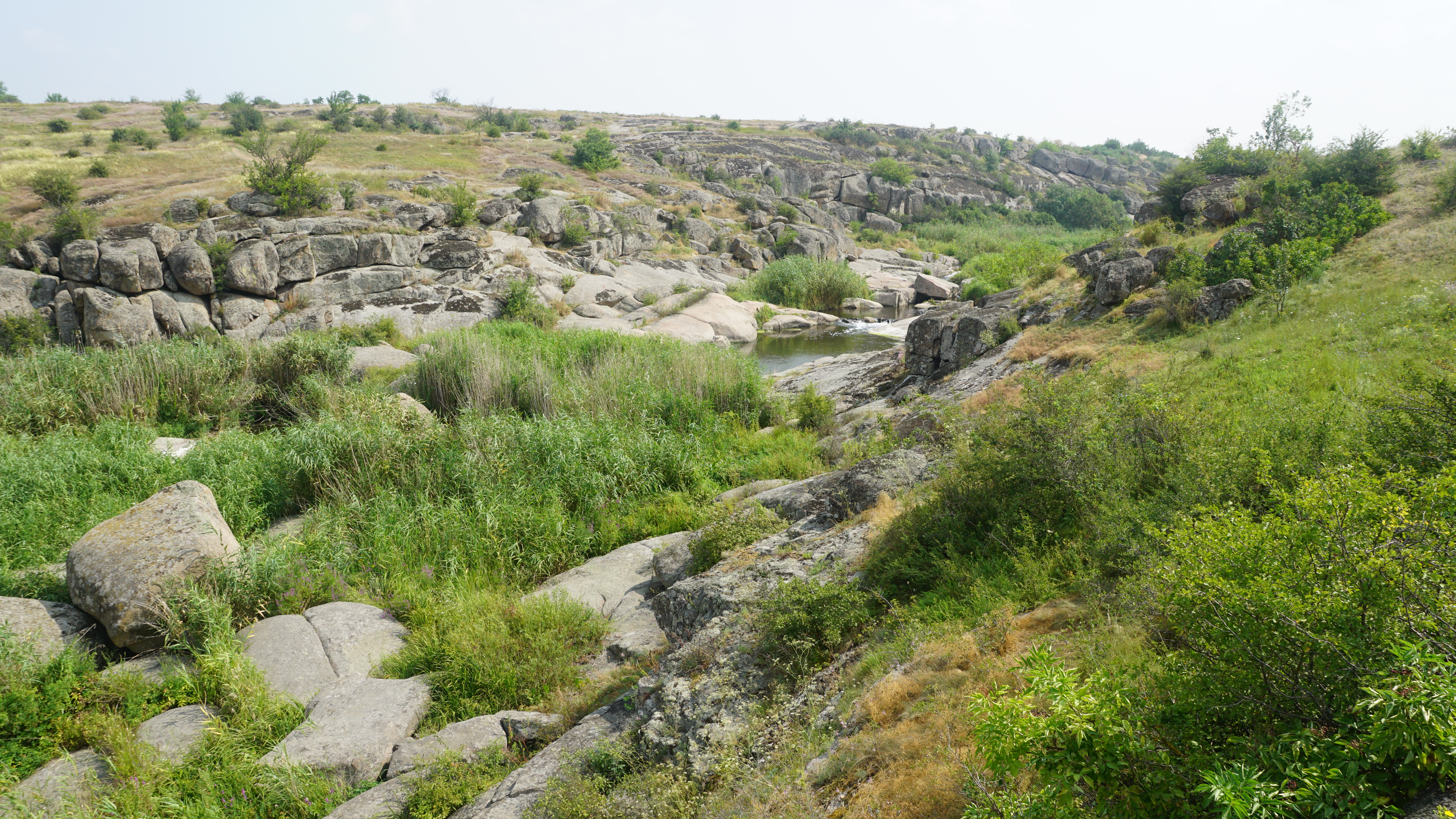
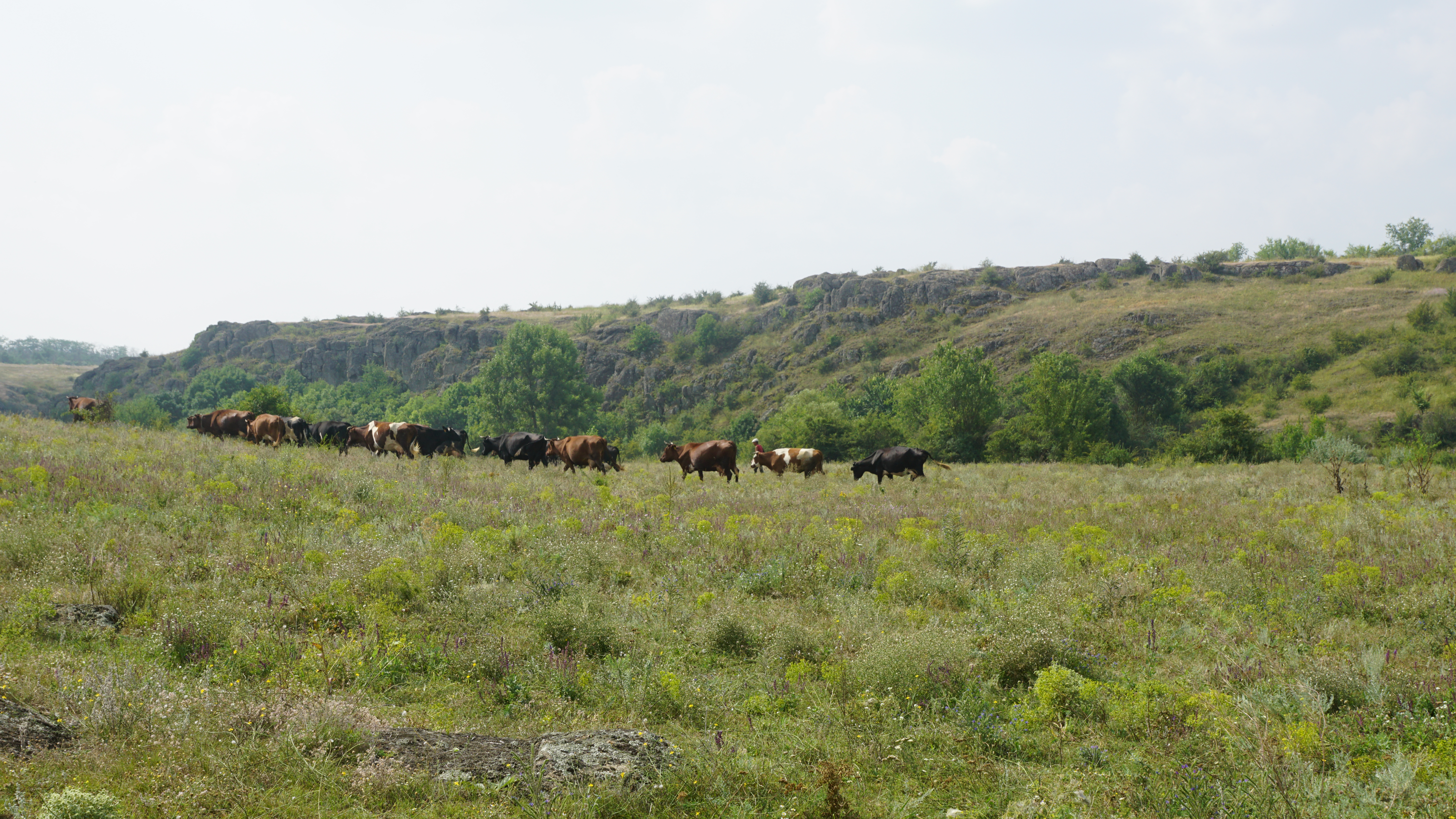
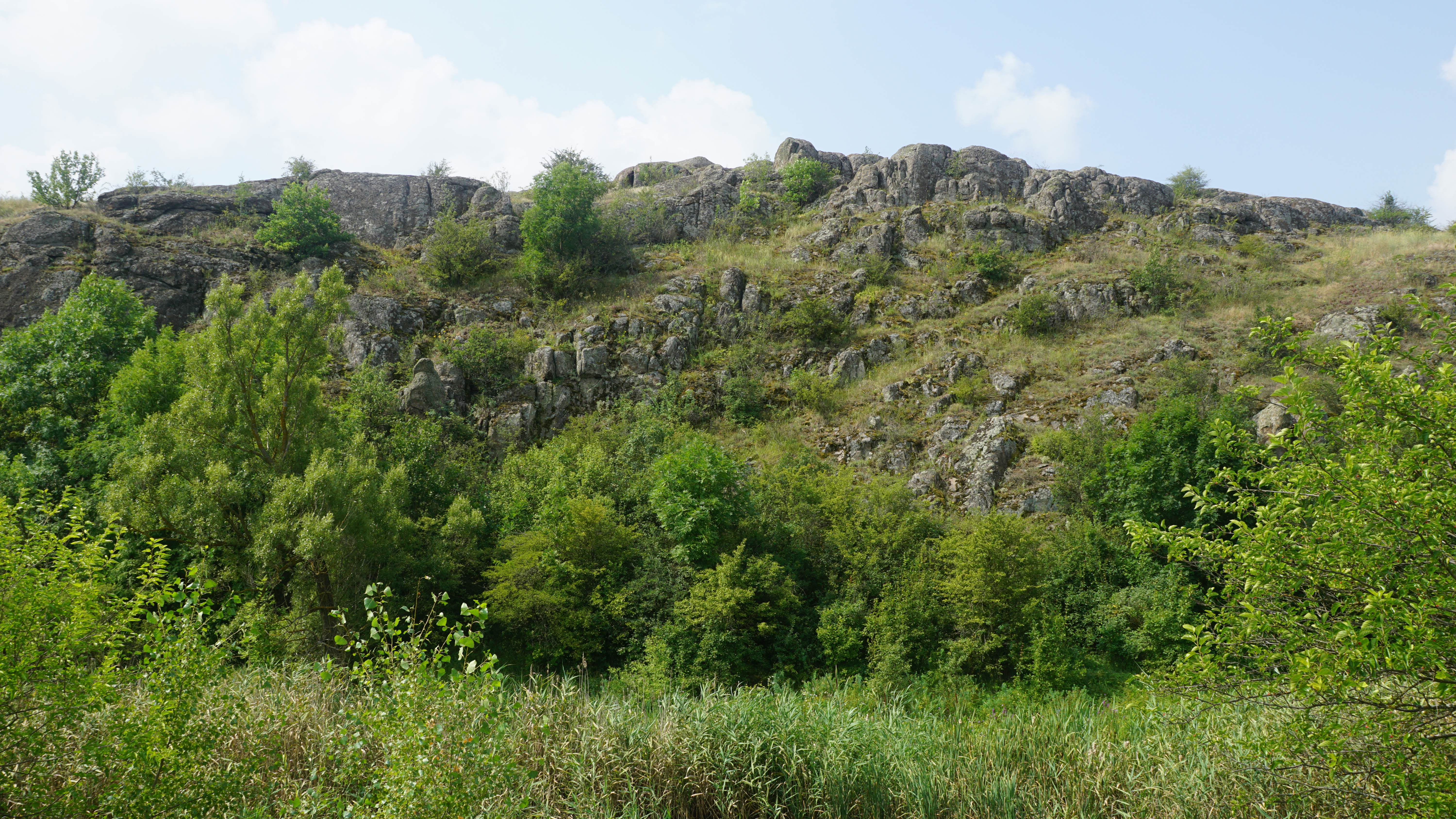
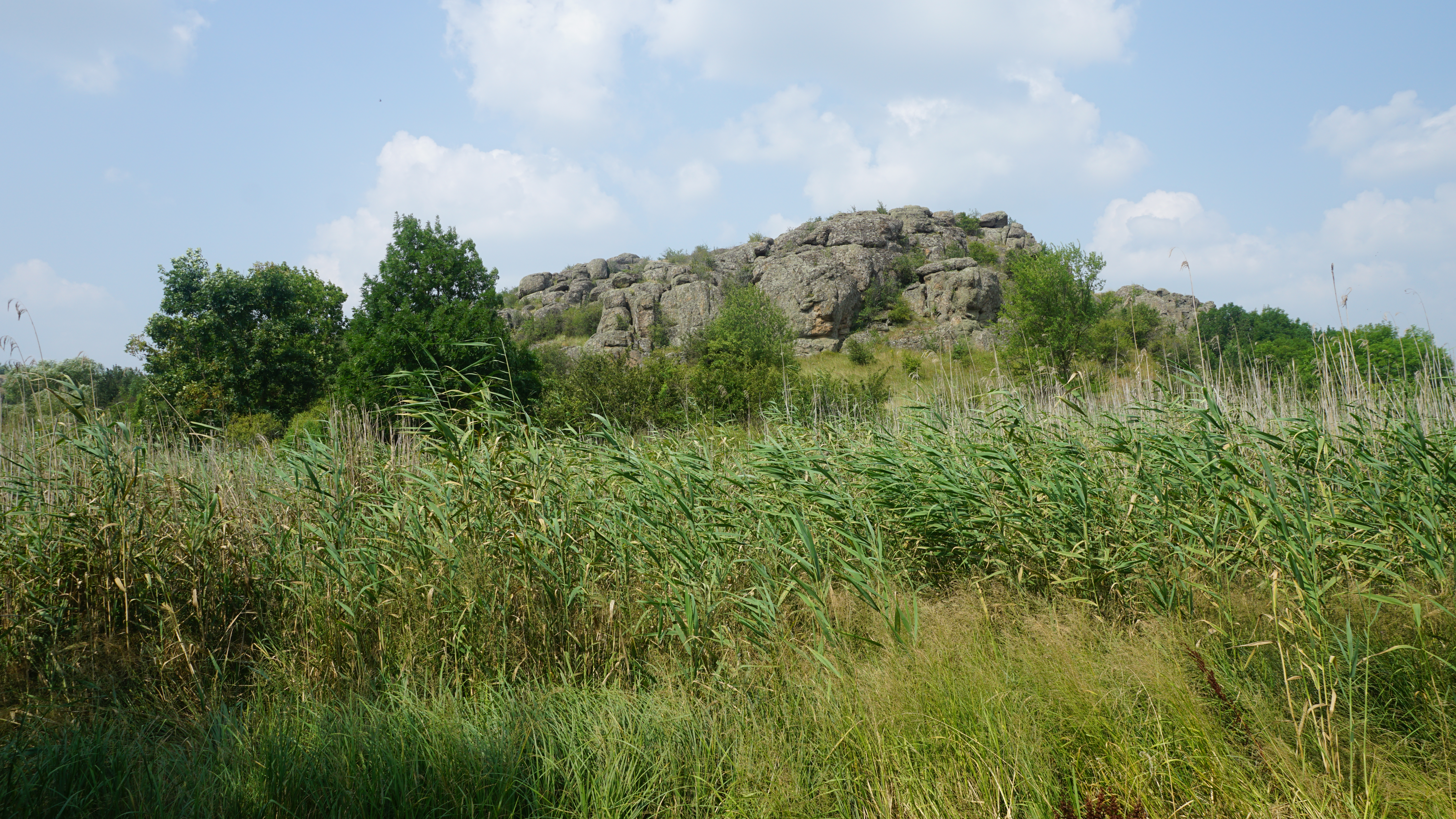
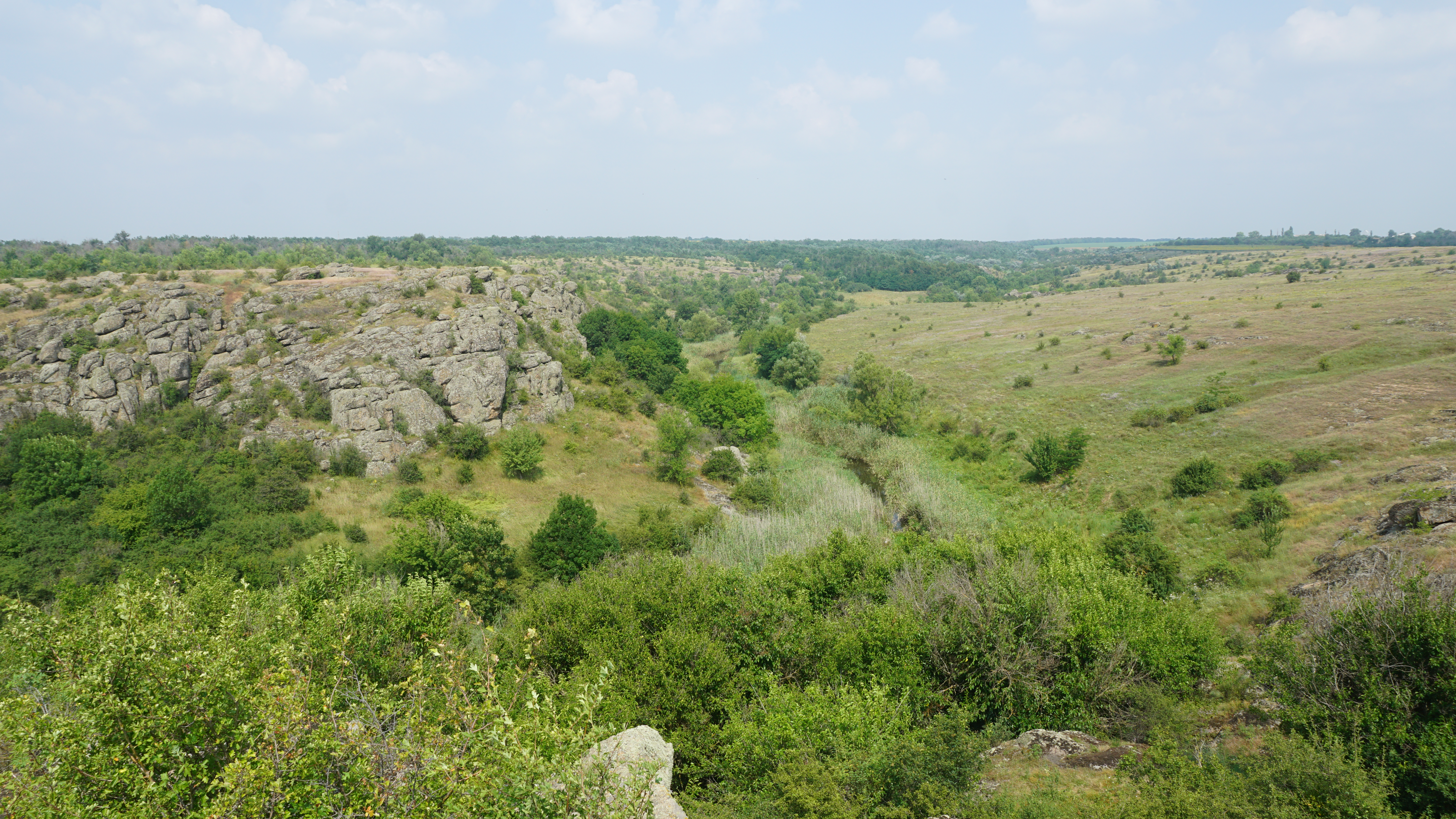
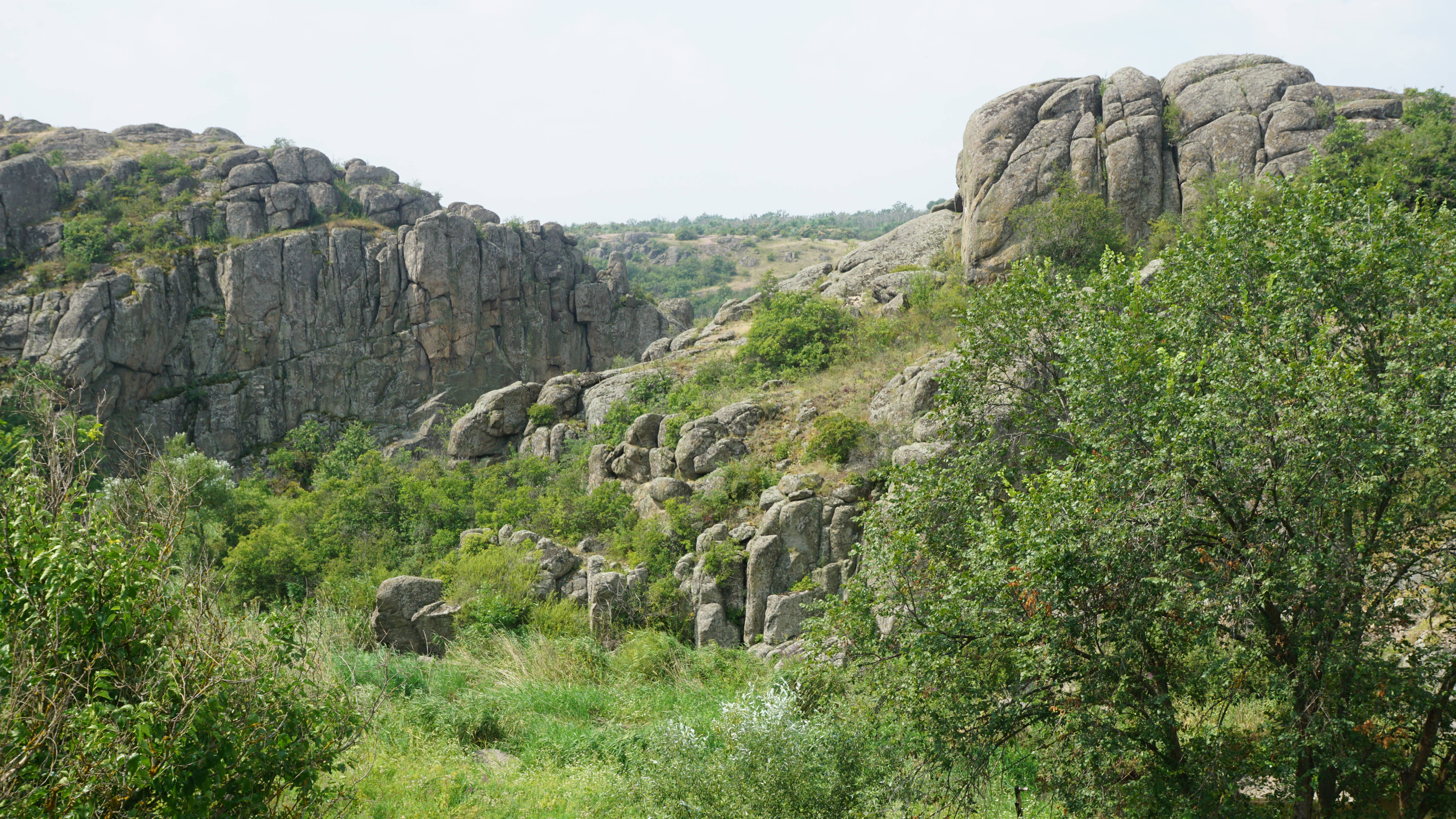
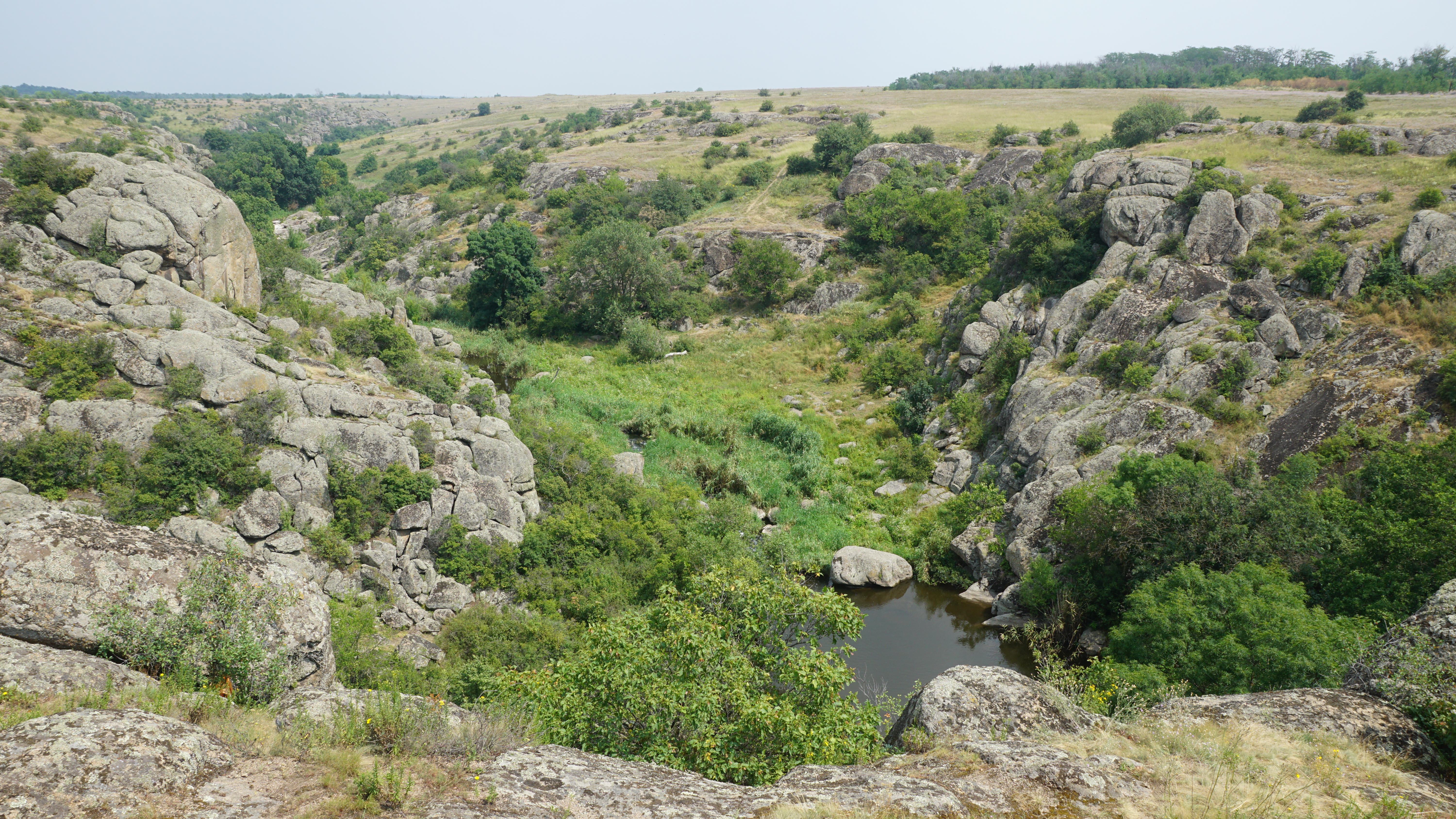
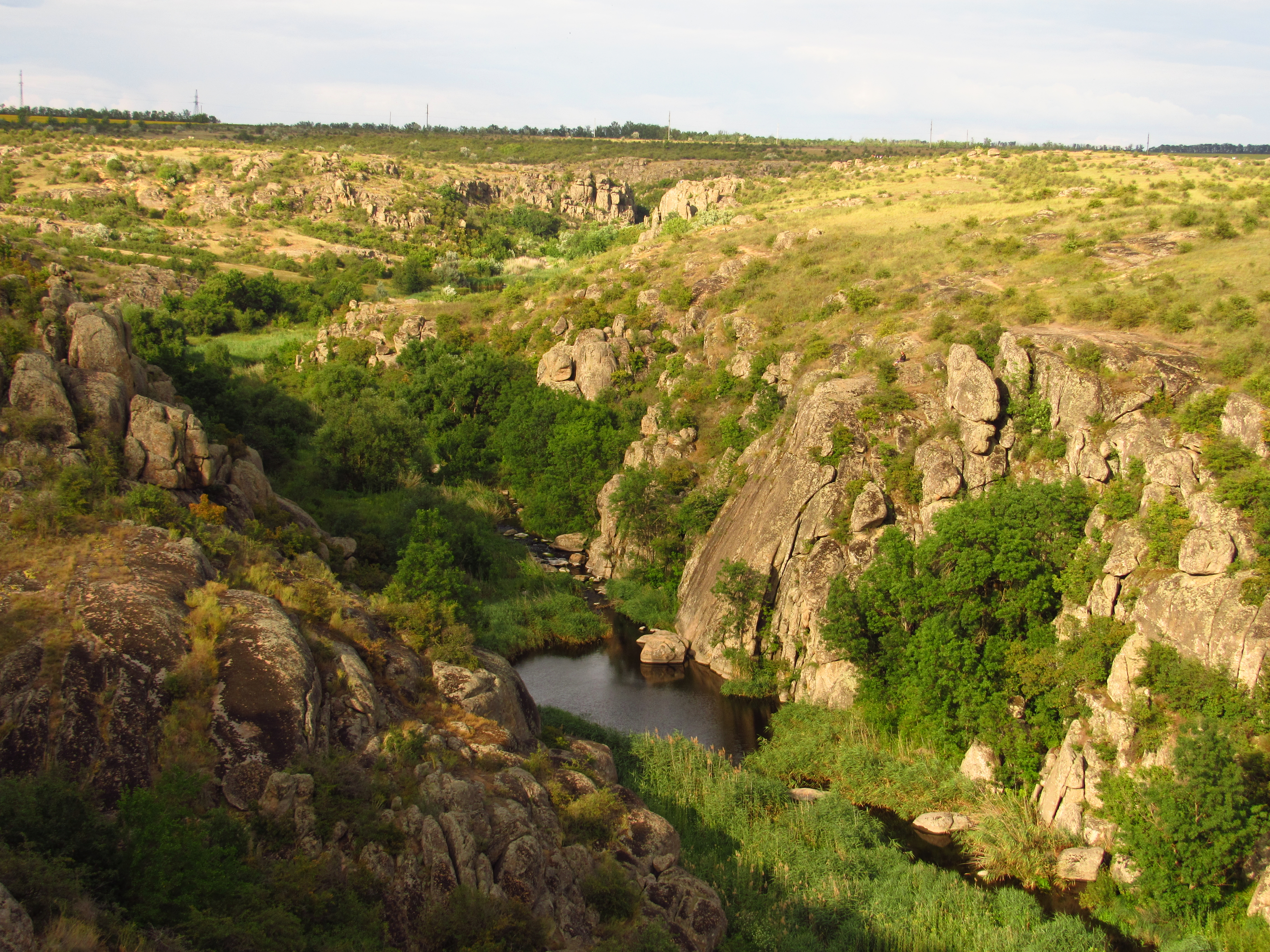